# Нортхамптън (окръг, Северна Каролина)
Окръг Нортхамптън (на английски: Northampton County) е окръг в щата Северна Каролина, Съединени американски щати. Площта му е 1427 km², а населението – 20 000 души (2016). Административен център е град Джаксън.